# Encyklopedia nauk pomocniczych historii
Encyklopedia nauk pomocniczych historii – jednotomowa, specjalistyczna, polska encyklopedia historyczna wydana w 1924 roku w Warszawie .

## Opis
Geneza tej publikacji sięga wykładów prof. Władysława Semkowicza i pierwotnie stanowiła skrypt dla studentów historii. Publikacja poświęcona została pomocniczym naukom historii, takim jak genealogia, sfragistyka, heraldyka, numizmatyka itp. Wydana została pierwotnie w Warszawie w 1924 roku. Drugie wydanie w wersji drukowanej oraz jako e-book opublikowano w 2011 roku w Krakowie. Książka jako oddzielny dodatek zawiera również mapy .

## Wydania
- Encyklopedia nauk pomocniczych historii, cztery wydania 1924, 1929, 1933 oraz powojenne Kraków 1946[2] , 2000, 2011[1] .